# William Oscar Sealey
Pour les articles homonymes, voir Sealey.
William Oscar Sealey (26 janvier 1859-7 janvier 1940) est un homme politique canadien de l'Ontario. Il est député fédéral libéral de la circonscription ontarienne de Wentworth de 1908 à 1911.

## Biographie
Né à Waterdown (aujourd'hui dans Hamilton en Ontario), Sealey opère une banque privée et réside à l'étage du dessus. En 1887, il déjoue une tentative de vol en utilisant son arme à feu après que les voleurs aient fait exploser le coffre-fort.

## Politique
Sealey siège au conseil du comté de Wentworth et sert aussi de préfet dans le canton d'East Flamborough.
Candidat défait dans la circonscription fédérale de Wentworth-Sud en 1900, ainsi que dans Wentworth en 1904 et lors de l'élection partielle de 1905 contre E. D. Smith à toutes ces tentatives, il est élu en 1908. Il ne parvient pas à se faire réélire en 1911.
Sealey meurt à Dundas à l'âge de 80 ans.